# Новохаритоновский сельский округ
Новохаритоновский сельский округ — упразднённая административно-территориальная единица, существовавшая на территории Раменского района Московской области в 1994—2006 годах.
Новохаритоновский сельсовет был образован в первые годы советской власти. По данным 1919 года он входил в состав Гжельской волости Бронницкого уезда Московской губернии.
В 1926 году Новохаритоновский с/с включал 1 населённый пункт — село Новохаритоново.
В 1929 году Новохаритоновский с/с был отнесён к Раменскому району Московского округа Московской области.
20 июня 1936 года к Новохаритоновскому с/с были присоединены Володинский (селения Володино и Игнатьево) и Жировский (селение Жирово) с/с.
14 июня 1954 года к Новохаритоновскому с/с были присоединены Кузяевский и Турыгинский с/с.
3 июня 1959 года Раменский район был упразднён и Новохаритоновский с/с вошёл в Люберецкий район.
28 июля 1960 года Новохаритоновский с/с был передан в восстановленный Раменский район.
1 февраля 1963 года Раменский район был вновь упразднён и Новохаритоновский с/с вошёл в Люберецкий сельский район. 11 января 1965 года Новохаритоновский с/с был возвращён в восстановленный Раменский район.
3 февраля 1994 года Новохаритоновский с/с был преобразован в Новохаритоновский сельский округ.
27 декабря 2002 года к Новохаритоновскому с/о был присоединён Карповский сельский округ. При этом центр Новохаритоновского с/о был перенесён в посёлок Электроизолятор.
В ходе муниципальной реформы 2004—2005 годов Новохаритоновский сельский округ прекратил своё существование как муниципальная единица. При этом все его населённые пункты были переданы в сельское поселение Новохаритоновское.
29 ноября 2006 года Новохаритоновский сельский округ исключён из учётных данных административно-территориальных и территориальных единиц Московской области.